# Just B
Just B (en coreano: 저스트비; estilizado como JUST B) es un grupo de chicos de Corea del Sur formado por Bluedot Entertainment. El grupo consta de 6 miembros: Geonu, Bain, Lim Ji-min, JM, DY y Sangwoo.

## Historia

### Predebut
DY y Bain fueron ex concursantes del programa de supervivencia Under Nineteen de MBC. DY ganó el primer lugar e hizo su debut como centro de 1the9 y Bain fue eliminado en el episodio final.
Lim Ji-min fue un ex concursante de The Fan de SBS, pero fue eliminado. Hizo su debut en solitario con su álbum sencillo Mini.
Geonu y JM fueron ex concursantes del programa de supervivencia I-Land de Mnet. JM fue eliminado en la primera parte, mientras que Geonu fue eliminado en la segunda parte del episodio 8.

### 2021: Debut conJust BurnyJust Beat
El 30 de junio, Just B debutó oficialmente con el lanzamiento de su primer extended play Just Burn y la canción principal 'Damage' fue producida por Bang Yong Guk, un cantante, rapero, compositor y productor que era el líder del grupo de chicos B.A.P.
El 27 de octubre, Just B hizo su regreso con su primer álbum sencillo Just Beat y su tema principal «Tick Tock».

### 2022-presente:Just Beguny= (Neun)
El 12 de abril de 2022, Just B lanzó su segundo extended play Just Begun y su sencillo principal «Re=load». Just B lanzó su tercer extended play = (Neun) y su sencillo principal «Me=» el 16 de noviembre de 2022.

## Miembros
Adaptado de su perfil de Naver y sitio web oficial.
- Geonu (건우)
- Bain (배인)
- Lim Ji-min (임지민)
- JM (추지민)
- DY (전도염)
- Sangwoo (상우)

## Discografía

### Extended plays
| Título     | Detalles del EP | Posicionamiento en listas | Ventas        |
| Título     | Detalles del EP | COR                       | Ventas        |
| ---------- | --- | ------------------------- | ------------- |
| Just Burn  | - Lanzamiento: 30 de junio de 2021 - Discográfica: Bluedot Entertainment - Formatos: CD, descarga digital, streaming Lista de canciones 1. «Get Away» 2. «Damage» 3. «On My Way» 4. «Double Dare» 5. «Deja Vu»                                          | 17                        | - COR: 21,605 |
| Just Begun | - Lanzamiento: 14 de abril de 2022 - Discográfica: Bluedot Entertainment - Formatos: CD, descarga digital, transmisión de audio Ver listaLista de canciones 1. «Dash!» 2. "Reload» 3. «Make It New» 4. «Don't Go Back» 5. «Lights On»                   | 11                        | - KOR: 53,030 |
| = (Neun)   | - Lanzamiento: 16 de noviembre de 2022 - Discográfica: Bluedot Entertainment - Formatos: CD, descarga digital, transmisión de audio Ver listaLista de canciones 1. «Domino» 2. «Ready or Not» 3. «Me» (나는) 4. «Cherry on Top» 5. «Night Air» (밤공기) | 7                         | - KOR: 51,953 |

### Álbumes sencillos
| Título    | Detalles del álbum | Posicionamiento en listas | Ventas        |
| Título    | Detalles del álbum | COR                       | Ventas        |
| --------- | --- | ------------------------- | ------------- |
| Just Beat | - Lanzamiento: 27 de octubre de 2021 - Discográfica: Bluedot Entertainment - Formatos: CD, descarga digital, streaming Lista de canciones 1. Tick Tock 2. Vindicated 3. Try | 9                         | - COR: 28,221 |

### Sencillos
| Título                                                                            | Año  | Mejor posición | Álbum      |
| Título                                                                            | Año  | COR            | Álbum      |
| --------------------------------------------------------------------------------- | ---- | -------------- | ---------- |
| «Damage»                                                                          | 2021 | —              | Just Burn  |
| «Tick Tock»                                                                       | 2021 | —              | Just Beat  |
| «Re=load»                                                                         | 2022 | —              | Just Begun |
| «Me=» (나는)                                                                      | 2022 | —              | = (Neun)   |
| «—» denota lanzamientos que no se registraron o no fueron lanzados en esa región. |      |                |            |

## Videografía

### Videos musicales
| Título      | Año  | Director(es) | Ref.   |
| ----------- | ---- | ------------ | ------ |
| «Damage»    | 2021 | JIMMY (VIA)  | [ 20 ] |
| «Tick Tock» | 2021 | JIMMY (VIA)  | [ 21 ] |
| «Try»       | 2021 | JIMMY (VIA)  | [ 22 ] |
| «Re=load»   | 2022 | JIMMY (VIA)  | [ 23 ] |

## Premios y nominaciones
| Premio              | Año  | Categoría                        | Nominado(s) / Trabajo(s) | Resultado | Ref.   |
| ------------------- | ---- | -------------------------------- | ------------------------ | --------- | ------ |
| Asia Artist Awards  | 2021 | Male Idol Group Popularity Award | Just B                   | Nominados | [ 24 ] |
| Hanteo Music Awards | 2021 | Rookie Award – Male Group        | Just B                   | Nominados | [ 25 ] |
| Korea Model Awards  | 2022 | Rising Star Award                | Just B                   | Ganadores | [ 26 ] |